# 文京区立本郷台中学校
文京区立本郷台中学校（ぶんきょうくりつほんごうだいちゅうがっこう）は、東京都文京区にある公立中学校。

## 概要
1998年4月1日に文京区立第二中学校と文京区立第四中学校が統合して開校。校舎は旧第二中学校の場所に位置している。

## 著名な出身者
- 新井靖明 - プロバスケットボール選手（bjリーグ・埼玉ブロンコス所属）
- 新治伸治 - NPB野球選手（1965年-1968年大洋ホエールズ在籍）、前身の第四中学校時代の卒業生